# Mind's Eye
Mind's Eye é o primeiro álbum de estúdio do guitarrista Vinnie Moore. Foi lançado em 1987, sendo gravado pela Shrapnel Records. O lançamento do álbum gerou uma grande repercussão sobre o virtuoso guitarrista, que passou a ser conhecido no mundo todo.
Gravado em 11 dias quando Moore tinha apenas 21 anos, o álbum ficou ranqueado na terceira posição da lista "the all-time top ten list of shred albums", feita em 2009 pela revista Guitar World magazine.

## Faixas
| N.º | Título                 | Compositor(es) | Duração |  |
| 1.  | "In Control"           |                | 4:38    |  |
| 2.  | "Daydream"             |                | 4:31    |  |
| 3.  | "Saved by a Miracle"   |                | 5:19    |  |
| 4.  | "Hero Without Honor"   |                | 7:19    |  |
| 5.  | "Lifeforce"            |                | 4:02    |  |
| 6.  | "NNY"                  |                | 3:43    |  |
| 7.  | "Mind's Eye"           |                | 3:28    |  |
| 8.  | "Shadows of Yesterday" |                | 4:34    |  |
| 9.  | "Journey"              |                | 5:26    |  |

## Integrantes
- Vinnie Moore – guitarra
- Tony MacAlpine – Teclados
- Tommy Aldridge – Bateria
- Andy West – Baixo
- Mike Varney – Produtor
- Steve Fontano – co-produtor